# A las 10 en casa
 (septembre 2014).
A las 10 en casa (« À 10 heures à la maison » ; prononcé « a las diez en casa ») est un groupe féminin de synthpop originaire d'Albacete en Espagne, actif dans les années 1990. Il est composé de trois chanteuses, Eva, Isabel et Laura, et sort dans son pays deux albums et une demi-douzaine de singles en espagnol en 1997 et 1998 sur le label Blanco y Negro Music. Son premier album homonyme est également distribué au Mexique par Universal Music-Mexique.

## Discographie
Albums
1. A las 10 en casa (11 avril 1997)
2. Las chicas son las que ligan (1998)

Singles
1. Te Vere (1997)
2. Enamorada Del Novio De Mi Amiga (1997)
3. Enamorada De Ti (1997)
4. Tal Para Cual (1997)
5. Con Todo Descaro (1998)